# Walter Feichter
Walter Feichter (Brunico, 1 de abril de 1974) es un deportista italiano que compitió en snowboard.
Ganó una medalla de bronce en el Campeonato Mundial de Snowboard de 2001, en la prueba de eslalon gigante. Participó en los Juegos Olímpicos de Salt Lake City 2002, ocupando el octavo lugar en el eslalon gigante paralelo.

## Medallero internacional
| Campeonato Mundial | Campeonato Mundial            | Campeonato Mundial | Campeonato Mundial |
| Año                | Lugar                         | Medalla            | Competición        |
| ------------------ | ----------------------------- | ------------------ | ------------------ |
| 2001               | Madonna di Campiglio (Italia) | Medalla de bronce  | Eslalon gigante    |